# Cryptocephalus aquitanus
Cryptocephalus aquitanus – gatunek chrząszcza z rodziny stonkowatych i podrodziny Cryptocephalinae
Gatunek ten został opisany w 2001 roku przez Davide Sassiego.
Wykazany został z Francji i Hiszpanii.